# Paul Berthon

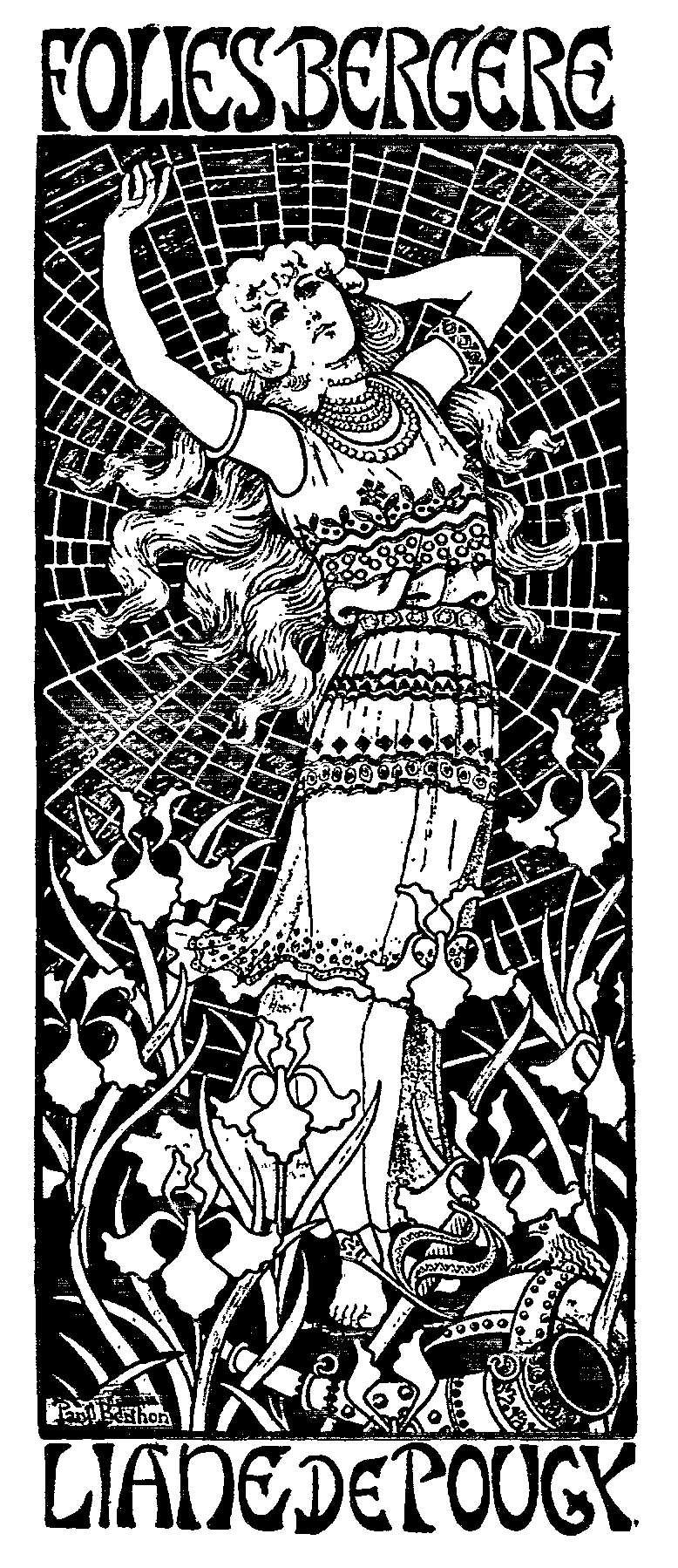
Liane de Pougy al Folies Bergère nel 1896, Paul Berthon.

Paul Berthon, il cui nome completo era Paul Louis Joseph Berthon (Villefranche-sur-Saône, 15 marzo 1872 – Sceaux, 27 febbraio 1934) è stato un pittore, decoratore e pubblicitario francese.

## Biografia
Figlio di un ispettore scolastico, iniziò studiare pittura presso la sua città natale, Villefranche-sur-Saône. A partire dal 1893 si trasferisce a Parigi, città in cui segue i corsi all'École normale d'enseignement du dessin, avendo come insegnanti Luc-Olivier Merson e Pierre Puvis de Chavannes. Nei suoi studi sarà influenzato da Eugène Grasset, tanto da orientarsi come lui nella seconda metà degli anni '90 del XIX secolo verso l'Art Nouveau ed adottandone uno stile simile, affrancandosi dal maestro sviluppando uno stile autonomo, basato su colori pastello autunnali e linee nette per i contorni.

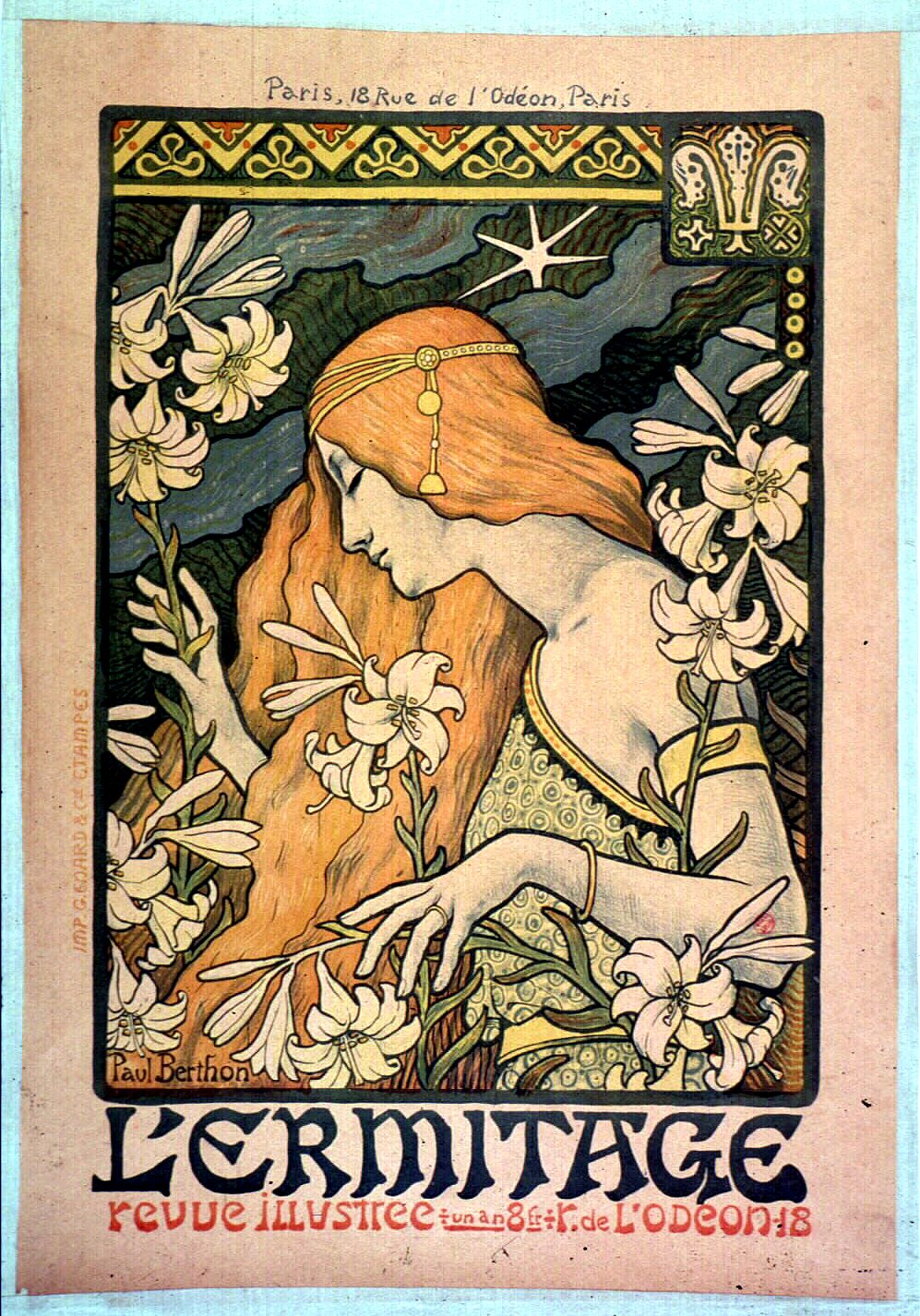
Manifesto per la rivista L'Ermitage (1897).

A causa del suo prematuro ritiro dall'arte, il catalogo delle sue opere è limitato ad alcune centinaia di litografie, cromolitografie e xilografie.
Inoltre produsse alcune copertine di libri, disegni per mobilia (presentati al Salon del 1895) e decorazioni per le ceramiche della Villeroy & Boch.